# Faro di Campen
Il faro di Campen (in tedesco Leuchtturm Campen) è un faro situato nel villaggio di Campen, circa 10 chilometri a nord ovest di Emden, presso l'estuario del fiume Ems, nella regione della Frisia Orientale. Alto 65 metri, al 2020 è il faro tradizionale più alto della Germania e tra i venti più alti al mondo.

## Descrizione

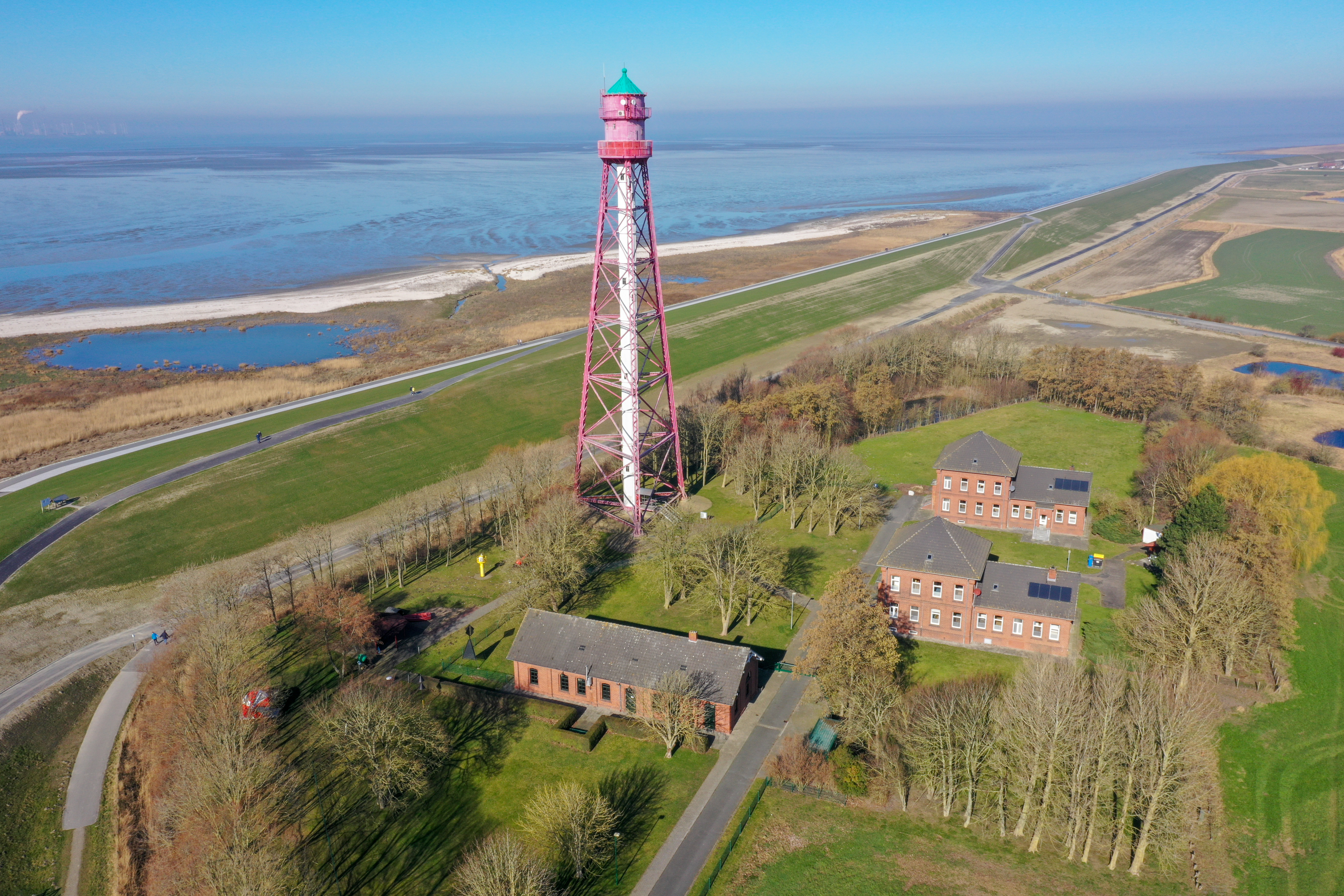
Vista del faro e dei vicini edifici

Il faro è stato costruito a partire dal 1889 ed è entrato in funzione nel 1891. È costituito da una torre piramidale autoportante in acciaio con una struttura a traliccio di colore rosso, al centro della quale si trova il vano scala. In cima alla torre si trova un locale cilindrico su due livelli che ospita la lanterna e la galleria panoramica. La torre è alta complessivamente 65,3 metri (equivalenti a 214 piedi), mentre l'elevazione è di 62 metri.
La lanterna emette un flash bianco ogni 5 secondi e quattro flash bianchi ogni 15 secondi. È dotata di una lampada allo xeno ad alta pressione dotata di una intensità luminosa di 4,5 milioni di candele, che lo rende il faro più potente della Germania. La portata è di 30 miglia nautiche.
Il faro è visitabile ed è possibile raggiungere la galleria panoramica in cima alla torre salendo 320 gradini. Accanto alla torre si trovano le abitazioni dei custodi e una sala macchine che ospita un motore diesel del 1906 un tempo utilizzato per l'alimentazione del faro ancora funzionante.
Nel 2019, Deutsche Post, il principale operatore postale della Germania, ha emesso un francobollo dedicato al faro di Campen.